# European Climate Foundation
Die European Climate Foundation (ECF) ist eine internationale Stiftung mit Hauptsitz in Den Haag und Niederlassungen in Brüssel, Berlin, London und Warschau. Ihr Ziel ist die „Förderung einer Klima- und Energiepolitik, die die europäischen Treibhausgasemissionen deutlich senkt.“ Die ECF setzt sich darüber hinaus dafür ein, dass Europa beim Klimaschutz eine internationale Führungsrolle übernimmt.
Die Stiftung wurde Anfang 2008 gegründet. Geleitet wird sie von Laurence Tubiana.

## Finanzierung
Die Arbeit wird von sechs Hauptförderern getragen, bei denen es sich ihrerseits meist um Stiftungen handelt:
- Children’s Investment Fund Foundation (CIFF), finanziert vom The Children’s Investment Fund
- KR Foundation
- McCall McBain Foundation
- Nationale Postcode Loterij, Amsterdam (Niederländische Wohltätigkeitslotterie)
- Oak Foundation
- Good energies Foundation

Einzelne Projekte werden durch weitere Stiftungen unterstützt, unter anderem von der ClimateWorks Foundation, der finnischen Sitra-Stiftung, der Stiftung Mercator und der William and Flora Hewlett Foundation.

## Förderungsaktivität
Die ECF unterstützt vor allem Organisationen, die sich für den Übergang zu einer kohlenstofffreien Wirtschaft in Europa einsetzen. Den überwiegenden Teil ihrer Mittel vergibt sie an Nichtregierungsorganisationen und Denkfabriken (Think Tanks), die auf politische Veränderungen im Bereich Klimaschutz hinarbeiten. Einzelpersonen werden nicht unterstützt. 2012 wurden von ihr 181 Förderungen an 102 Organisationen vergeben.

## Netzwerk
Die ECF ist in ein globales Netzwerk um die in San Francisco ansässige ClimateWorks Foundation eingebunden, das sich weltweit für Klimaschutz einsetzt. Über dieses Netzwerk arbeitet sie zusammen mit weiteren Regionalstiftungen, unter anderem der Energy Foundation in Indien, dem China-Programm der Energy Foundation sowie der 2013 gegründeten lateinamerikanischen Regional Climate Initiative.

## Arbeitsfelder
Die Arbeitsfelder der Stiftung sind: „Bereitstellen von Denkansätzen, die neue theoretische Konzepte begründen“, „Schaffung einer fundierten Wissensgrundlage als Argument für den Änderungsbedarf“, „Zusammenbringen geeigneter Akteure“ und „Sensibilisierung für die Faktenlage und den Handlungsbedarf“.
Personell und strukturell gliedert sich die Arbeit der EFC in drei Hauptbereiche: Programmbereiche, Querschnittsinitiativen und Geografische Initiativen.
- Der Programmbereich Stromerzeugung beschäftigt sich mit einer Umorientierung weg von fossilen Brennstoffen hin zu erneuerbaren Energien. Der Programmbereich Energieeffizienz untersucht die Energieeffizienz von Gebäuden, industriellen Produkten und Geräten, und der Programmbereich Verkehr konzentriert sich vor allem auf eine Verschärfung von CO2-Emissionsstandards für PKWs, leichte Nutzfahrzeuge und LKWs.

- Die Querschnittsinitiativen der ECF wollen „fundierte Argumente für nachhaltiges Wachstum liefern, das Engagement internationaler und regionaler Foren stärken“ und „Fakten über den Klimawandel und seine Folgen bereitstellen“.[5] Dazu zählen die Themenfelder EU-Klimapolitik, CO2-arme Wirtschaft, Internationale Klimapolitik und Strategische Kommunikation.

- Die Geographischen Initiativen konzentrieren sich auf die Europäische Union bzw. die EU-Politik, Deutschland, Großbritannien, Frankreich und Polen.

## Organisationsstruktur
Die Stiftung beschäftigt etwa 60 Mitarbeiter an fünf Standorten. Die Arbeit der Stiftung wird von einem elfköpfigen Aufsichtsrat kontrolliert. Ihm gehören an (Stand: November 2019):
- Stephen Brenninkmeijer (Aufsichtsratsvorsitzender)
- Kate Hampton (Vice Chair)
- Jonathan Pershing (Vice Chair)
- Sharan Burrow
- Connie Hedegaard
- Leonardo Lacerda
- Pascal Lamy
- Charlotte Pera
- Antha Williams
- John McCall McBain
- Laurence Tubiana (Chief Executive Officer)

## Infoportal
Seit Anfang 2014 co-finanziert die ECF das Infoportal Klimafakten.de, um einer breiteren Öffentlichkeit Basiswissen über die Themen Klimawandel und Klimaschutz zu vermitteln. Der angegliederte wissenschaftliche Beirat aus 17 Forschern von Klimaforschungseinrichtungen aus Deutschland und der Schweiz prüft die Texte auf Aktualität und Korrektheit. Neben einem Glossar, das wissenschaftliche Fachbegriffe erklärt, setzt sich das Portal mit kontroversen Behauptungen auseinander und bietet Fachbeiträge zum Thema Klimawandel.
Im Jahr 2017 wurde das Redaktionsteam von klimafakten.de mit dem UmweltMedienpreis in der Kategorie „Online“ ausgezeichnet. In der Begründung heißt es: „Das Team […] überzeugt durch seine fachliche und journalistische Qualität und macht klimafakten.de zu einer Pflichtlektüre für alle, die heute Überzeugungsarbeit in Sachen Klimaschutz leisten.“